# MONOCHROME (이효리의 음반)
《MONOCHROME》은 대한민국의 가수 이효리의 다섯 번째 정규 음반으로, 2013년 5월 12일 CJ E&M을 통해 발매되었다. 이효리는 이번 앨범을 통해 많은 변신을 시도했는데, 총 8곡을 직접 작사했다. 이 외에 이상순, 김태춘, 고고보이스, 배영준과 같은 인디 음악가들이 앨범의 프로듀서로 참여했다.
앨범에는 일렉트로닉 댄스 음악보다 락앤롤, 레트로, 컨트리, 블루스, 레트로 소울 등 기존의 이미지를 벗어나 많은 장르를 시도했다. 이효리는 앨범 발매 전 2013년 5월 6일 선공개곡 〈미스코리아〉를 발매했는데, 가온 디지털 종합 차트 1위에 올랐다. 타이틀곡 "Bad Girls"이다.

## 프로모션
이효리는 2013년 5월 22일 Mnet에서 방영된 《2HYORI SHOW》를 통해 컴백했다. 이 쇼는 5월 14일 일산 킨텍스 2전시장 8홀B에서 열렸고, 보안 유지를 위해 입장 전 보안유지 확약서와 촬영이 가능한 전자제품 반입을 통제했다. 이효리는 앨범의 수록곡들인 〈미스코리아〉, "Holly Jolly Bus", "Bad girls", "Full Moon", "Amor mio"를 선보인 이후 "10minutes", "Chitty Chitty Bang Bang", "U-Go-Girl"도 선보였다. 또한 앨범 작업 당시의 일화와 의상 갈아입는 장면들이 나왔다. 5월 24일에는 KBS 《뮤직뱅크》에서 〈미스코리아〉와 "Bad girls"를 부르며 컴백 무대를 가졌다. 다음 날 25일에는 MBC 《음악중심》에서 검은색과 흰색이 섞인 의상을 입고 "Holly Jolly Bus"와 빨간색 의상을 입고 "Bad girls"를 선보였다.

## 평가
《뉴시스》의 이재훈은 이효리에게 장필순이 느껴진다며 "이효리는 2010년 H-Logic 때까지만 해도 화려함을 자신의 색깔로 내세웠다. 그런데 3년이라는 시간이 그녀를 변화시켰다. 앨범에 인디 뮤지션이 다수 참여한 점도 눈길을 끈다. 이효리는 뮤지션이라는 타이틀에 치우쳐 마냥 정숙해지지 만은 않았다. "Bad Girls" 뮤비에서 이효리는 여전히 섹시하다. 다만 예전보다는 진지해진 모습이다. 그렇게 음악 인생의 제2막을 열고자 한 듯하다"고 리뷰했다. 《10 아시아》의 권석정은 "앨범의 키워드는 '변신', 그리고 그 변신을 가능케 한 것은 김태춘, 빈지노, 고고보이스 등 이효리와 활동반경이 다른 여러 뮤지션들과의 협연이다. 목소리도 전과 다르다. 최종적으로 나온 음악들은 기존에 보여준 트렌디한 댄스뮤직보다는 60년대 소울, 컨트리, 로큰롤, 모던포크 등 정통의 사운드에 가깝다"고 리뷰했다.

## 차트 성적
MONOCHROME은 가온 앨범 차트 4위에 올랐고, 5월 월간차트에서 12,573만 장을 팔아 9위에 올랐다.

## 수록곡
| #            | 제목                                  | 작사           | 작곡 | 편곡         | 재생 시간 |
| ------------ | ------------------------------------- | -------------- | --- | ------------ | --------- |
| 1.           | 〈Holly Jolly Bus〉 (Feat. 순심이)    | 이효리         | Mads Hauge , Phil Thornalley                                                                                   |              | 3:05      |
| 2.           | 〈미스코리아〉                        | 이효리         | 이효리 | 이상순       | 3:55      |
| 3.           | 〈Love Radar〉 (Feat. 빈지노)         | Brian Kim      | Christian Vinten, Gabriella Jangfeldt, Peter Lars Kristian Wennerberg                                          | 배영준       | 4:07      |
| 4.           | 〈Bad Girls〉                         | 이효리         | Nermin Harambasic, Robin Jenssen, Ronny Vidar Svendsen, Anne Judith Wik, Chris Young                           |              | 3:27      |
| 5.           | 〈내가 미워요〉                       | 이효리, 민동숙 | Mads Hauge , Phil Thornalley                                                                                   |              | 3:28      |
| 6.           | 〈사랑의 부도수표〉                   | 김태춘         | 김태춘 | 김태춘       | 2:29      |
| 7.           | 〈Full Moon〉                         | 고고보이스     | 고고보이스 | 고고보이스   | 4:11      |
| 8.           | 〈Trust Me〉                          | 민동숙         | Nermin Harambasic , Robin Jenssen , Ronny Vidar Svendsen , Anne Judith Wik                                     |              | 3:19      |
| 9.           | 〈Special〉                           | 김미진         | Nermin Harambasic , Robin Jenssen , Ronny Vidar Svendsen , Anne Judith Wik , Kyosti Anton Salokorpi            |              | 3:40      |
| 10.          | 〈Amor Mio〉 (Duet 박지용 of Honey-G) | 이효리         | Nermin Harambasic , Ronny Vidar Svendsen , Anne Judith Wik , Eirik Johansen , Thomas Henriksen , Hayley Aitken | 배영준       | 4:00      |
| 11.          | 〈누군가〉                            | 조동희         | Jaakko Salovaara , Matti Mikkola , Joanna Wang                                                                 |              | 3:34      |
| 12.          | 〈묻지 않을게요〉                     | 김태춘         | 김태춘 | 김태춘       | 2:25      |
| 13.          | 〈미쳐〉 (Feat. 안영미)               | 이효리         | Nermin Harambasic , Robin Jenssen , Ronny Vidar Svendsen , Anne Judith Wik                                     |              | 3:35      |
| 14.          | 〈쇼쇼쇼〉                            | 이효리         | Raph Schillebeeckx , Sanne Putseys                                                                             | 배영준       | 3:38      |
| 15.          | 〈Better Together〉                   | 이효리         | Mats Valentin-Berntoft , Hayley Penne                                                                          | 배영준       | 3:50      |
| 16.          | 〈노〉                                | 이규호         | Nermin Harambasic , Robin Jenssen , Ronny Vidar Svendsen , Anne Judith Wik                                     |              | 3:45      |
| 총 재생 시간 | 총 재생 시간                          | 총 재생 시간   | 총 재생 시간                                                                                                   | 총 재생 시간 | 55:28     |

## 차트
| 차트 (주간)    | 최고 순위 |
| -------------- | --------- |
| 가온 앨범 차트 | 4         |
| 차트 (월간)    | 최고 순위 |
| 가온 앨범 차트 | 9         |

## 발매 일자
| 국가 | 일자            | 포맷                | 에디션 | 레이블 |
| ---- | --------------- | ------------------- | ------ | ------ |
| 한국 | 2013년 5월 21일 | CD, 디지털 다운로드 | 통상반 | CJ E&M |
| 한국 | 2013년 5월 21일 | 디지털 다운로드     | 한정반 | CJ E&M |
| 한국 | 2013년 5월 24일 | CD                  | 한정반 | CJ E&M |